# Benji Gregory
Benji Gregory (* 26. Mai 1978 in Encino, Kalifornien als Benjamin Gregory Hertzberg; † 13. Juni 2024 in Peoria, Arizona) war ein US-amerikanischer Schauspieler. Er wurde 1986 mit der Rolle des Sohns der Familie Tanner in der Fernsehserie Alf bekannt.

## Leben und Karriere
Gregorys Vater, seine Onkel und seine Schwestern waren ebenfalls Schauspieler. Seine Großmutter war seine Agentin. Ab 1984 übernahm der damals sechsjährige Gregory erste Fernsehrollen.
Seine bekannteste Rolle spielte Gregory zwischen 1986 und 1990 als Brian Tanner in über 100 Folgen der Fernsehserie Alf. Daneben hatte er Rollen in weiteren Fernsehserien, unter anderem in Das A-Team, T. J. Hooker und Murphy Brown. Der inzwischen 15-jährige Gregory lieh 1993 in der Hanna-Barbera-Produktion Meister Dachs und seine Freunde (Once Upon a Forest) der Figur des Maulwurfs Edgar seine Stimme; danach trat er nicht mehr als Schauspieler in Erscheinung.
Nach dem Abschluss der High School immatrikulierte er sich am Academy of Art College in San Francisco. Nach eigenem Bekunden konnte er mit seinen Gagen für die Serie Alf sein komplettes Studium bezahlen. Er trat 2003 der U.S. Navy bei, diente auf dem Flugzeugträger Carl Vinson und musste die Navy 2005 aus gesundheitlichen Gründen verlassen.
Gregory heiratete 2006 und lebte mit seiner Ehefrau in Arizona. Er war an einer bipolaren Störung erkrankt. Der 46-jährige wurde im Juni 2024 tot in seinem Auto vor einer Bankfiliale aufgefunden; sein Hund war ebenfalls tot. Es wurde vermutet, dass er – als in Arizona eine Hitzewelle herrschte – im Auto einschlief und an einem Hitzschlag starb. Im September 2024 wurde bekannt, dass die Gerichtsmedizin seinen Tod als Unfall einstuft, Todesursache sei die Hitzeeinwirkung in Verbindung mit einer hepatischen Zirrhose gewesen.

## Filmografie (Auswahl)
- 1984: Das A-Team (The A-Team, Fernsehserie, Episode 3x12 Haute Couture)
- 1984: T. J. Hooker (Fernsehserie, 1 Episode)
- 1985: Unglaubliche Geschichten (Amazing Stories, Fernsehserie, Episode 1x03 Das letzte Gefecht)
- 1985: Punky Brewster (Fernsehserie, 2 Episoden)
- 1986: Mr. Boogedy
- 1986: Jumpin’ Jack Flash
- 1986: Thompsons letzter Ausbruch (Thompson’s Last Run, Fernsehfilm)
- 1986–1990: Alf (Fernsehserie, 102 Episoden)
- 1988: Fantastic Max (Stimme von Ben Letterman)
- 1991: Die Schmach des Vergessens (Never Forget, Fernsehfilm)
- 1991: Murphy Brown (Fernsehserie, 1 Episode)
- 1992: Zurück in die Zukunft (Back to the Future, Fernsehserie, 13 Folgen, Stimme)
- 1993: Meister Dachs und seine Freunde (Once Upon a Forest, Stimme von Edgar)